# Lubuski Mister Budowy
Lubuski Mister Budowy – coroczny konkurs na najlepszy obiekt budowlany województwa lubuskiego organizowany od roku 1994 przez Lubuską Izbę Budownictwa w Zielonej Górze pod patronatem Marszałka Województwa Lubuskiego.
Patronat mediowy nad konkursem obejmują przedstawiciele głównych mediów województwa: Gazeta Lubuska, Radio Zachód oraz TVP 3 Oddział w Gorzowie.

## Zwycięzcy konkursu

### Edycja 2006
- Tytuł „LUBUSKI MISTER BUDOWY – edycja 2006”:
  - Budynek Laboratoryjno-Dydaktyczny Instytutu Budownictwa UZ

### Edycja 2005
- w kategorii budownictwa mieszkaniowego wielorodzinnego
  - budynek mieszkalny przy ul. Poznańskiej 15-21 w Żarach
- w kategorii budynków użyteczności publicznej:
  - budynek administracyjny Prokuratury Okręgowej w Gorzowie Wlkp.
- w kategorii obiektów mało-kubaturowych:
  - budynek przy ul. Kazimierza Wielkiego 30 w Zielonej Górze

### Edycja 2004
- w kategorii BUDOWNICTWO MIESZKANIOWE:
  - budynek mieszkalny przy ul. Waszczyka 8 w Zielonej Górze
- w kategorii OBIEKTY UŻYTECZNOŚCI PUBLICZNEJ:
  - Międzynarodowe Centrum Muzyczne Wschód-Zachód
- w kategorii ADAPTACJE I REMONTY:
  - Wieża Widokowa w Żaganiu

### Edycja 2003
- w kategorii BUDOWNICTWO MIESZKANIOWE:
  - budynek mieszkalny w Żaganiu, ul. Karpińskiego 3, 5, 7, 9
- w kategorii BUDOWNICTWO UŻYTECZNOŚCI PUBLICZNEJ:
  - budynek administracyjno-biurowy Agencji Bezpieczeństwa Wewnętrznego w Zielonej Górze, ul. Chopina 16
- w kategorii ADAPTACJE I REMONTY:
  - pałac w Wiejcach, Wiejce 17A, Korbielewko

### Edycja 2002
- w kategorii budynki przemysłowe i użyteczności publicznej:
  - budynek dydaktyczny Wydz. Nauk Ścisłych Uniwersytetu Zielonogórskiego w Zielonej Górze
ul. Podgórna 50

### Edycja 2001
- w kategorii budownictwo mieszkaniowe wielorodzinne:
  - budynek mieszkalny w Międzyrzeczu
ul. Pamiątkowa 11
- w kategorii budownictwo użyteczności publicznej:
  - Dom Studencki C-8D w Zielonej Górze
ul. Wyspiańskiego

### Edycja 2000
- w kategorii budownictwo mieszkaniowe wielorodzinne:
  - kompleks mieszkalno-usługowy w Żarach
ul. Chopina 20-23
- w kategorii budownictwo przemysłowe i użyteczności publicznej:
  - Centrum Handlowo-Usługowe PANORAMA w Gorzowie
ul. Górczyńska 23

### Edycja 1999
- w kategorii budownictwo mieszkaniowe wielorodzinne:
  - budynek mieszkalny A B C D w Zielonej Górze
ul. Kilińskiego 3
- w kategorii budownictwo przemysłowe i użyteczności publicznej:
  - blok gazowo-parowy Elektrociepłownia Gorzów S.A. w Gorzowie
ul. Energetyków 6

### Edycja 1998
- w kategorii budownictwo mieszkaniowe wielorodzinne:
  - budynek mieszkalny w Zielonej Górze
ul. Wazów 78
- w kategorii budownictwo przemysłowe i użyteczności publicznej:
  - Ogólnomiejska Oczyszczalnia Ścieków Łężyca

### Edycja 1997
- w kategorii budownictwo mieszkaniowe wielorodzinne:
  - budynek mieszkalny w Zielonej Górze
ul. Wyszyńskiego 30A-C
- w kategorii budownictwo przemysłowe i użyteczności publicznej:
  - Hotel asystenta WSP w Zielonej Górze

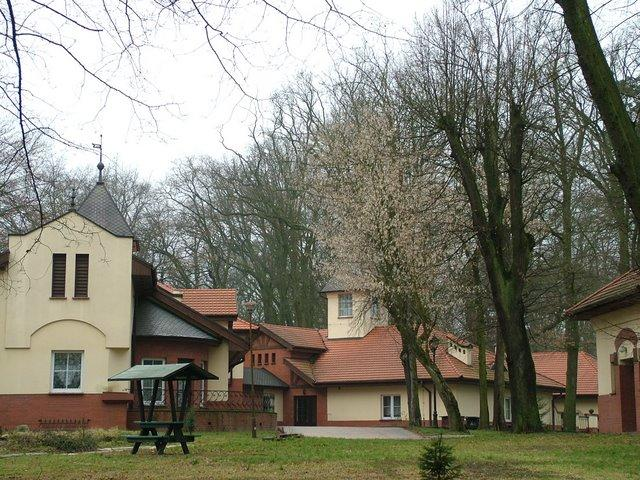
Pawilony mieszkalne
Lubuski Mister Budowy 1996

ul. Prosta 6

### Edycja 1996
- w kategorii budownictwo przemysłowe i użyteczności publicznej:
  - pawilony dla osób niepełnosprawnych
w Domu Pomocy Społecznej

Toporów
ul. Świerczewskiego 17

### Edycja 1995
- w kategorii budownictwo mieszkaniowe:
  - budynek mieszkalny w Zielonej Górze
ul. Stromej 2A B
- w kategorii budownictwo przemysłowe użyteczności publicznej:
  - budynek filii Banku Zachodniego w Kargowej
ul. Rynek 31

### Edycja 1994
- w kategorii wszystkie obiekty:
  - PZU Życie S.A. w Zielonej Górze
ul. Kupiecka 24